# Limmatmühlen

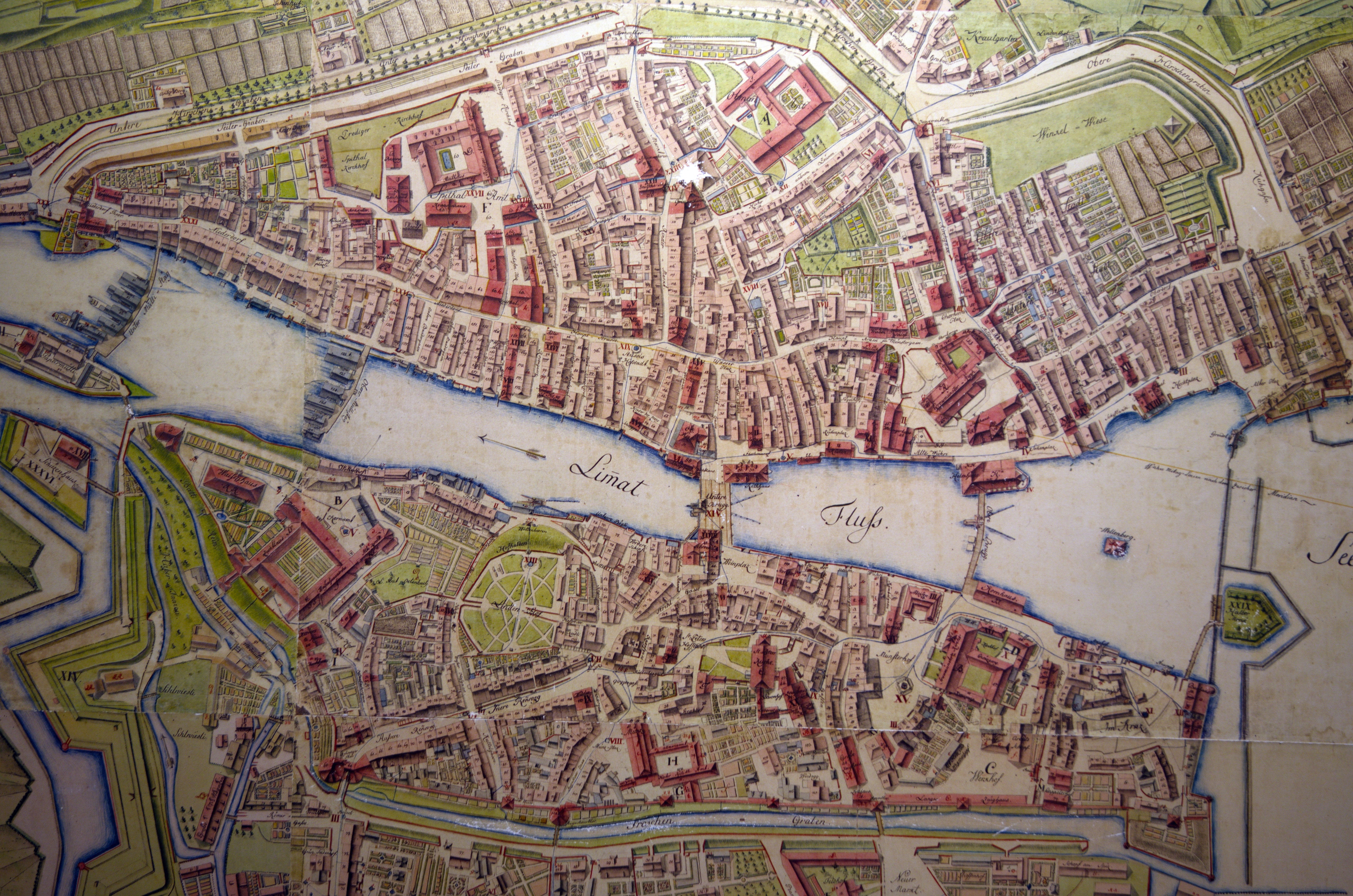
Limmatraum im Alten Zürich, Müllerplan 1793

Die Limmatmühlen nutzten das Wasser der Limmat zur Versorgung der Mühlen und Werkstätten in der Stadt Zürich mit mechanischer Kraft. Ende des 19. Jahrhunderts wurden die Wasserräder mit Turbinen und Generatoren zur Herstellung von elektrischer Energie ersetzt.

## Geschichte
Die innerhalb der Stadt Zürich gelegene Flussstrecke der Limmat wurde in spätmittelalterlichen und frühneuzeitlichen Quellen als «Aa» oder «See» bezeichnet.
Auf der Münster-⊙ und der Rathausbrücke⊙

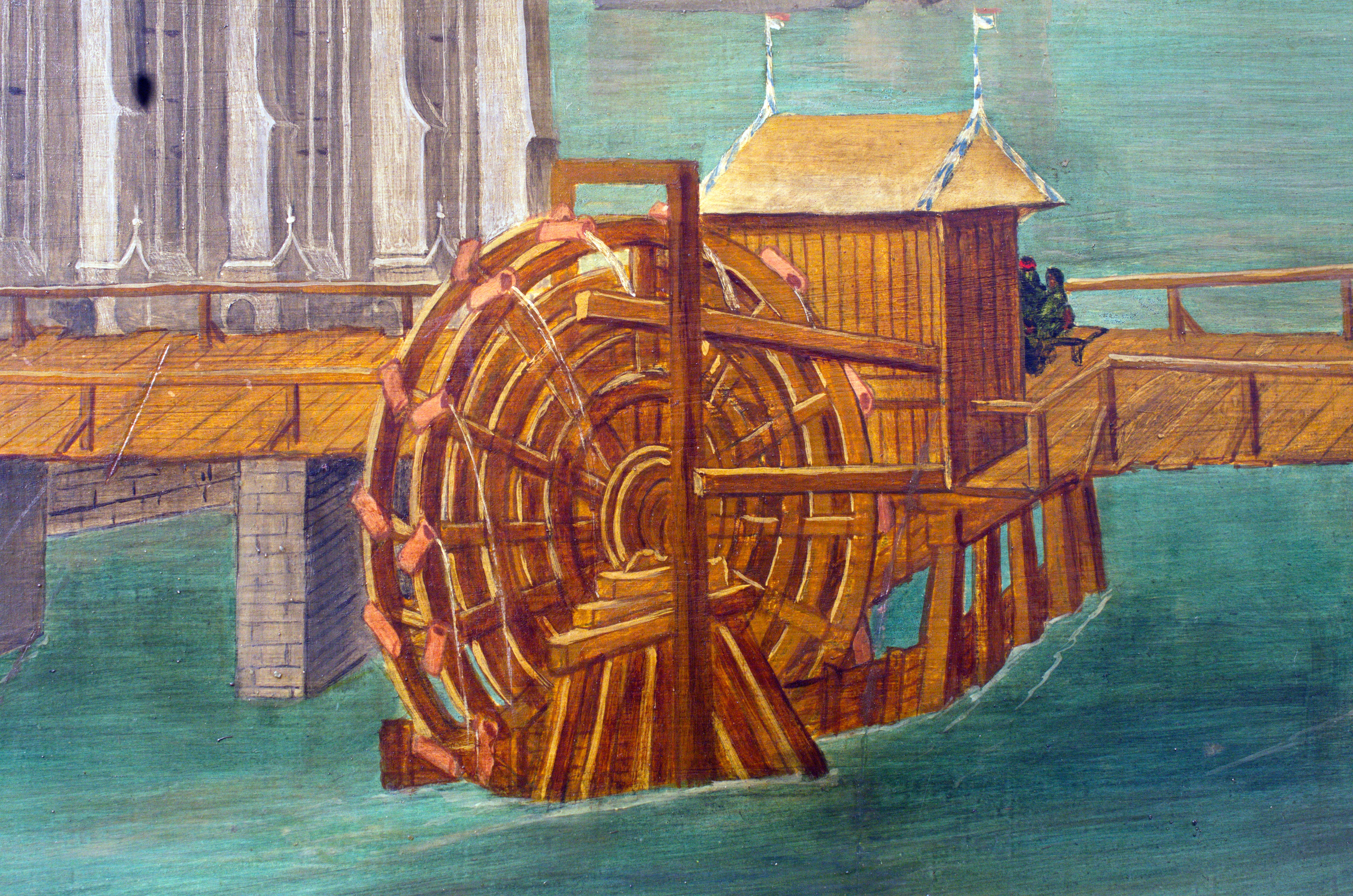
Schöpfrad auf der Münsterbrücke

befanden sich zwei Schöpfräder, die der Stadt bis ins 19. Jahrhundert Trink- und vorwiegend Brauchwasser lieferten. Das Brunnenhäuschen mit Wasserrad auf der Rathausbrücke bestand bis 1821.
1267 und 1287 wurden mehrere Mühlestege erstmals erwähnt. Die Mühlen in der Limmat und am Sihlkanal gehörten im Mittelalter zum umfangreichen Grundbesitz der Fraumünsterabtei. 1343 sollen alle Mühlen auf den Stegen bis auf zwei vom Hochwasser mitgerissen worden sein. 1666 errichtete Hans Georg Werdmüller das städtische Wasserrad an der Schipfe, das als erstes Pumpwerk der Stadt Flusswasser auf den Lindenhof pumpte, um es von dort in die Altstadt verteilen zu können. Das Pumpwerk Schipfe wurde 1869 aufgegeben.
Ab dem Spätmittelalter überspannten zwischen der heutigen Rudolf-Brun-Brücke und der Bahnhofbrücke zwei Stege die Limmat, auf denen zwölf Mühlen die Wasserkraft der Limmat nutzten. Neben den Getreidemühlen gab es ab der frühen Neuzeit Walk-, Papier- und Pulvermühlen. Auf der Limmatinsel gegenüber dem heutigen Bahnhofplatz wurde von 1471 bis 1888 eine Papiermühle betrieben.
Die Wasserkraft der Limmat half bei der Industrialisierung der Stadt Zürich. Die 1805 gegründete Aktiengesellschaft Escher-Wyss hatte zahlreiche Wasserrechte für die «Neumühle» erworben. Im späten 18. Jahrhundert gab es in Zürich 32 Mühlen, Sägemühlen und Walken. Die meisten befanden sich auf dem oberen und unteren Mühlesteg in der Limmat und die anderen am Sihlkanal.
Ab dem 19. Jahrhundert wurden die aufgegebenen Mühlen von der Stadt nach und nach aufgekauft. 1894 richtete der Stadtrat ein Gesuch an die Direktion der öffentlichen Arbeiten, «die Bauten auf dem Limmatbette» (Oberer und Unterer Mühlesteg) «aus Verkehrs-, sanitarischen und ästhetischen Rücksichten zu beseitigen». Die Stimmberechtigten der Stadt entschieden am 12. September 1948 mit 55,9 Prozent Ja-Stimmen unter dem Schlagwort «freie Limmat» über das Schicksal dieses einstigen Wahrzeichens der Zürcher Altstadt. Der obere Mühlesteg wurde 1943, der untere 1949 abgebrochen.
Heute (2018) erinnern nur noch die ehemalige Papierwerdinsel und der 1982 direkt oberhalb erstellte neue Mühlesteg an die alten Mühlestege.

## Oberer Mühlesteg

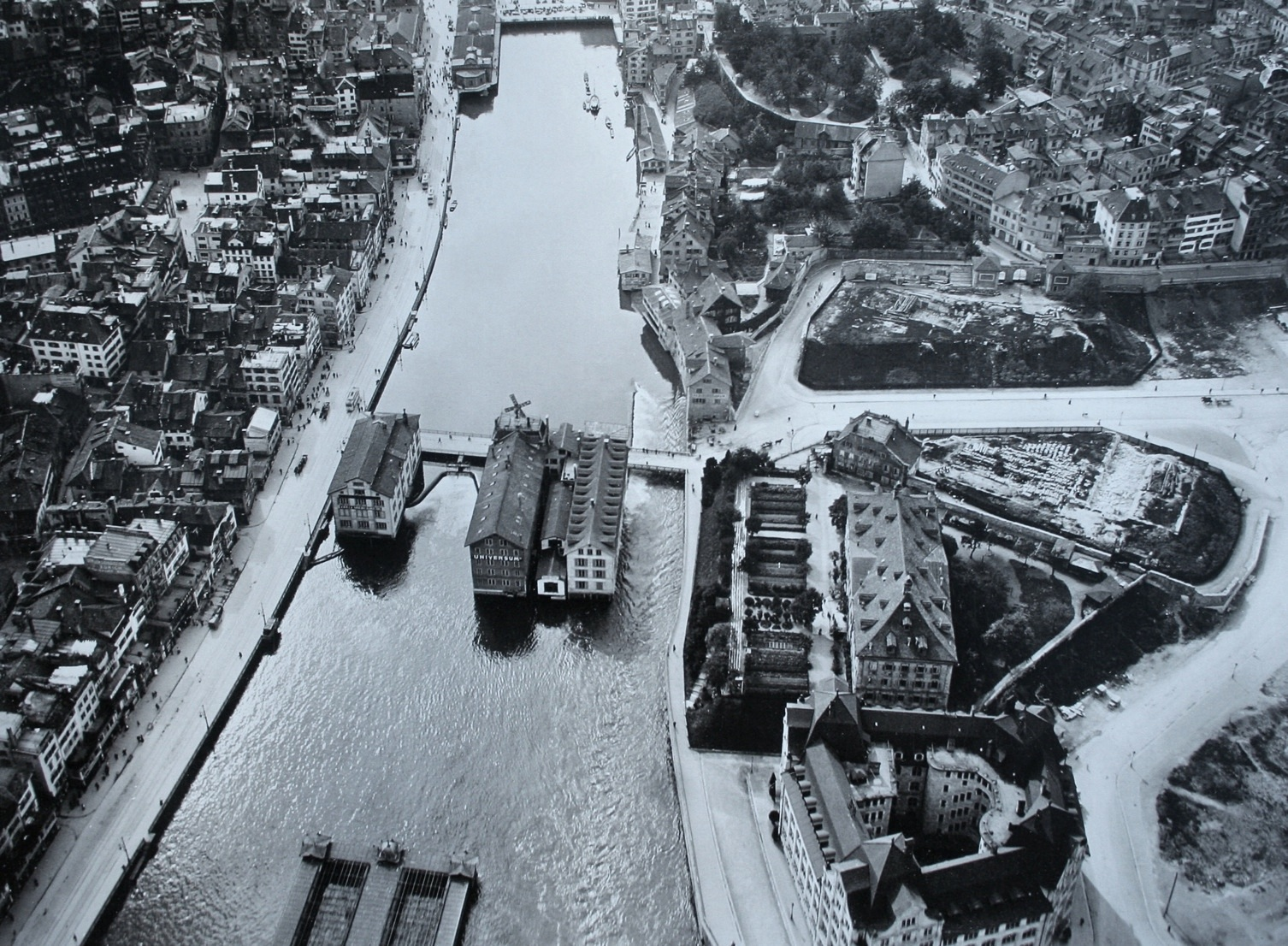
Oberer Mühlesteg 1909

Der Steg wurde 1317 erstmals erwähnt, 1394 als Oberer Mühlesteg. Er ging vom rechten Limmatufer aus und hatte anfänglich keine Verbindung zum linken Ufer («kleine Stadt»). Nach dem Brand von 1842 wurde das linke Ufer mit einem Fussweg als Verbindungssteg zum Waisenhausgarten (heute Amtshaus I) erschlossen.
1875 wurde der Fussweg zu einer Fahrstrasse bis zum Wollenhof erweitert. 1880 wurde der obere Mühlesteg zu einer befahrbaren Brücke umgebaut und 1913 durch die Rudolf-Brun-Brücke ersetzt.
Auf dem oberen Mühlesteg gab es 1346 vier und 1814 fünf Mühlen und eine Schleife, die 1840 in ein Pumpwerk umgebaut wurde. Anfangs 19. Jahrhundert wurde der Kanal bei der ersten Mühle vom Staat mit einem Schleusenwerk versehen. Die Mühlen auf dem oberen Steg besassen die Wasserrechte Nummer 60, 61 und 63.
Die erste Mühle (Haus Nr. 2), auch «Rotmühle» genannt, wurde erstmals 1469 erwähnt. 1614 kam sie in den Besitz der Familie Schweizer. 1635 wurde sie zur Sägemühle mit Schleife und 1842 nach einem Brand neu gebaut. 1846 wurde daneben eine Schifffahrtsschleuse errichtet. Die Mühle wurde 1950 abgetragen.⊙
Die zweite, 1603 erwähnte Mühle gehörte 1794 der Familie Schweizer. Sie brannte 1842 ab.⊙
Die dritte, 1346 erwähnte Mühle (auch «Rohrdorfsche Mühle») war von 1603 bis 1734 im Besitz der Familie Pfenninger. Sie wurde 1842 durch einen Brand zerstört und 1891 abgetragen, um die Durchflussprofile und die Reguliermöglichkeiten des Seewasserspiegels zu erhöhen.⊙
Die vierte Mühle (Nr. 6) war die grösste Kornmühle am Steg. Das Erblehen des Grossmünsters gehörte von 1585 bis 1734 der Familie Schweizer und von 1772 bis 1910 der Familie Wehrli. Sie wurde 1943 abgebrochen.⊙
Die fünfte Mühle (Nr. 8, auch obere Schleifmühle) war ein Erblehen des Grossmünsters und gehörte 1361 Johannes Manesse. Sie wurde zur 1469 Schleifmühle und 1840 zum Wasserpumpwerk, das 1879 durch das Pumpwerk Letten abgelöst wurde. Sie wurde 1842 von der Stadt übernommen, die das hölzerne Wasserrad durch ein eisernes von Escher-Wyss ersetzte. 1943 wurde sie abgetragen.⊙
Die sechste Mühle (Nr. 10), ein Erblehen des Grossmünsters, war zeitweise eine Druckerei und ab 1858 eine Florettspinnerei. Sie wurde 1943 abgebrochen.⊙

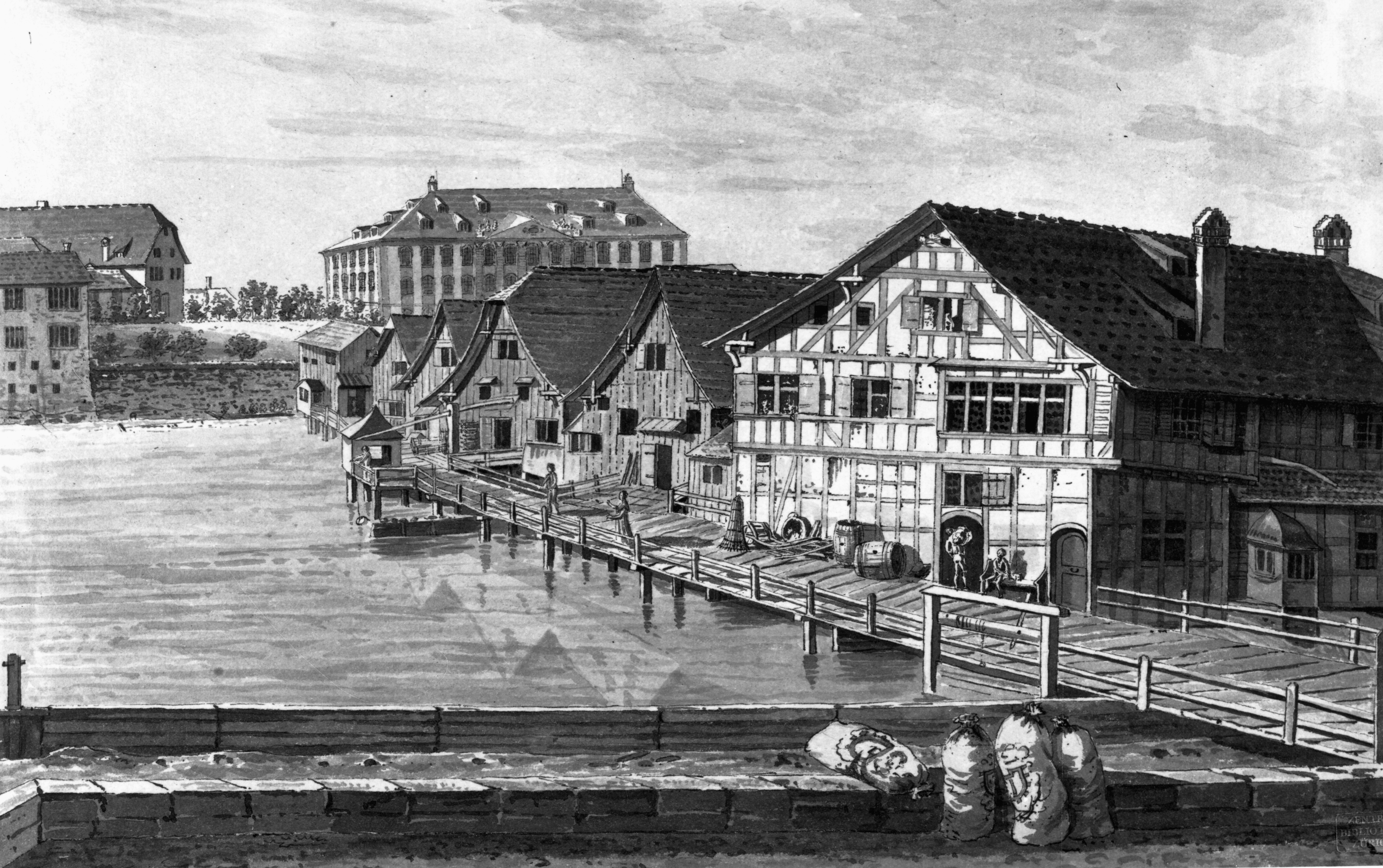
Oberer Mühlesteg 1880
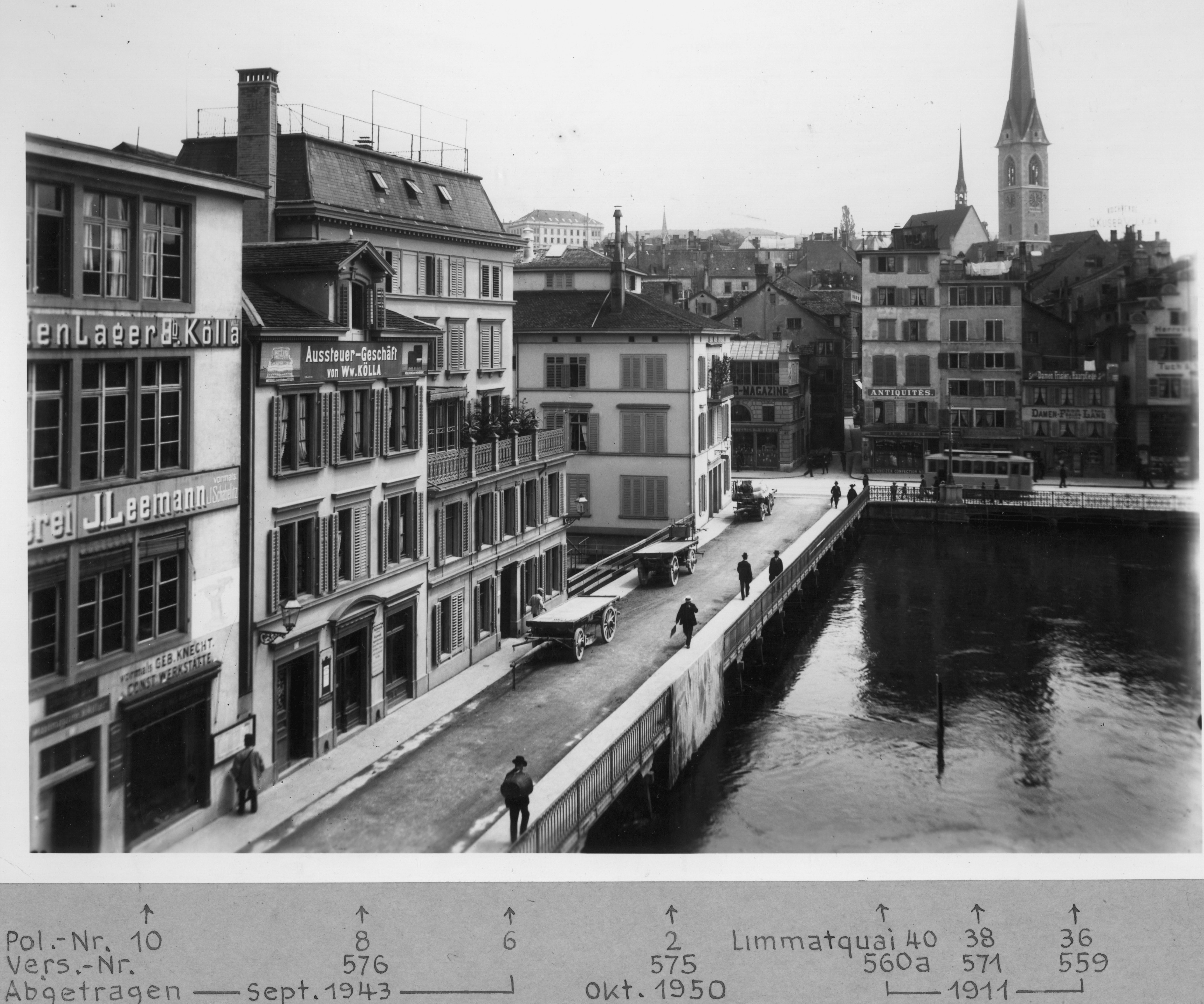
flussabwärts 1902
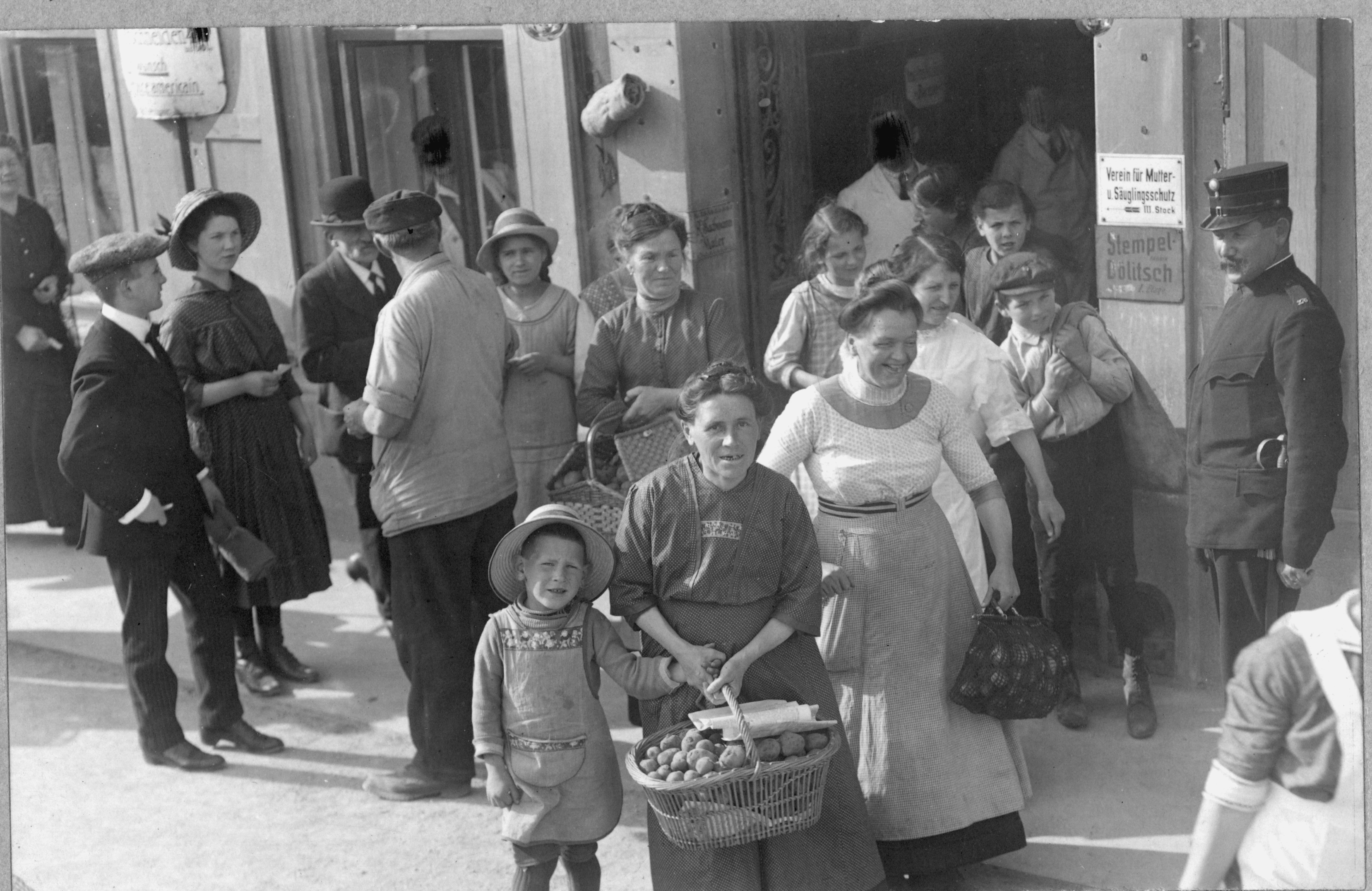
Oberer Mühlesteg 6: Kartoffelabgabe im Kriegsjahr 1916
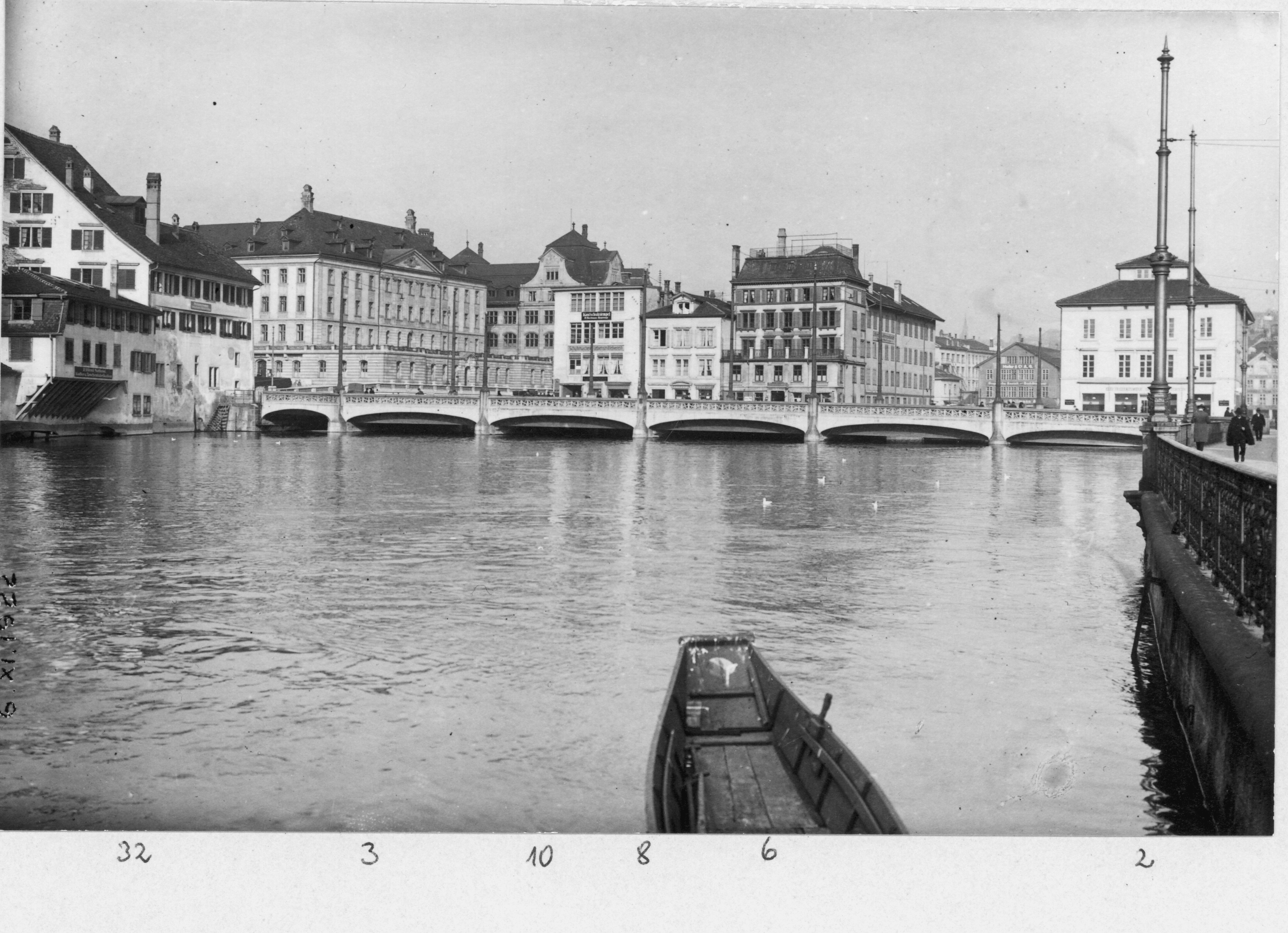
flussabwärts 1922
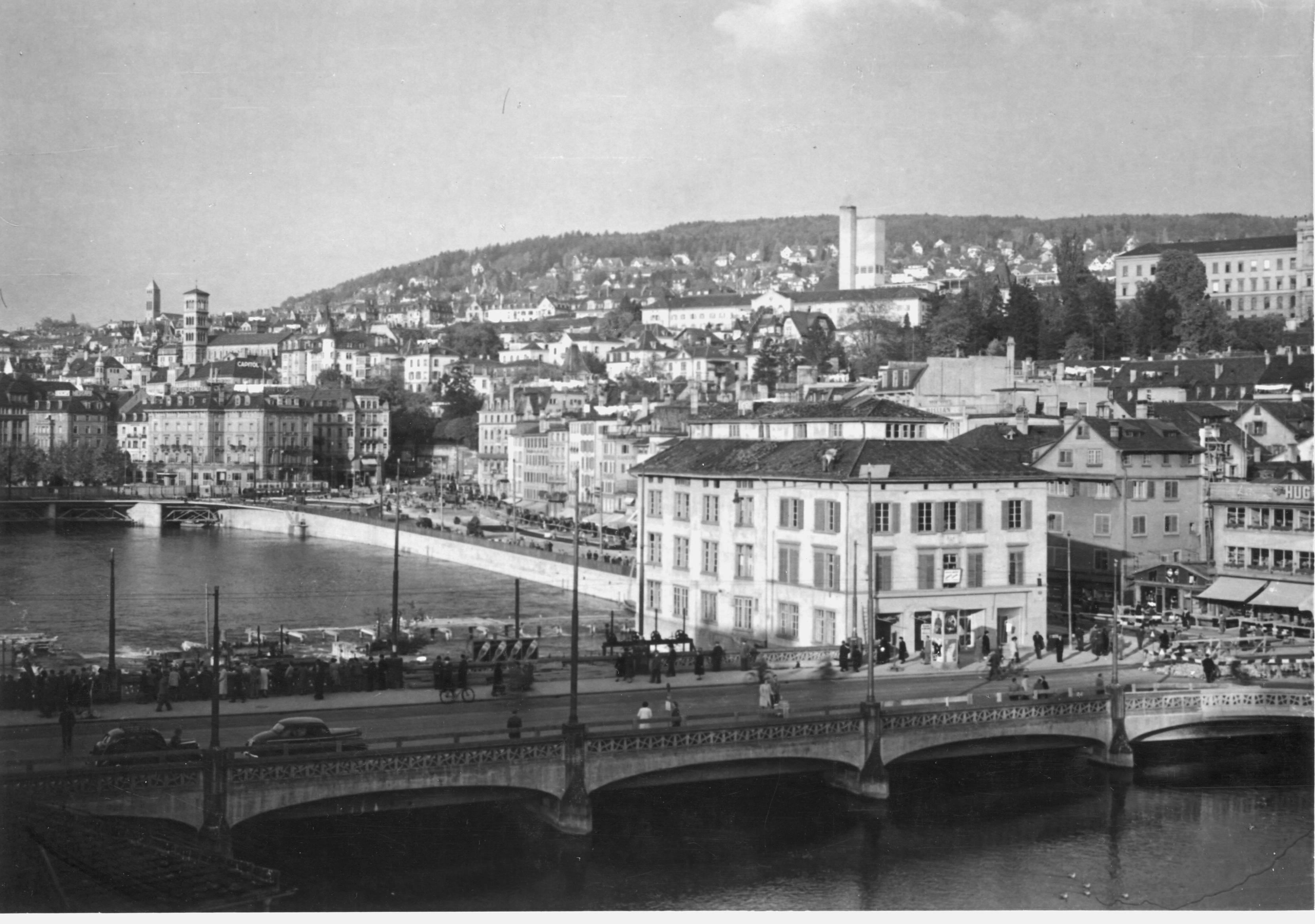
Oberer Mühlesteg 2, 1950

## Unterer Mühlesteg

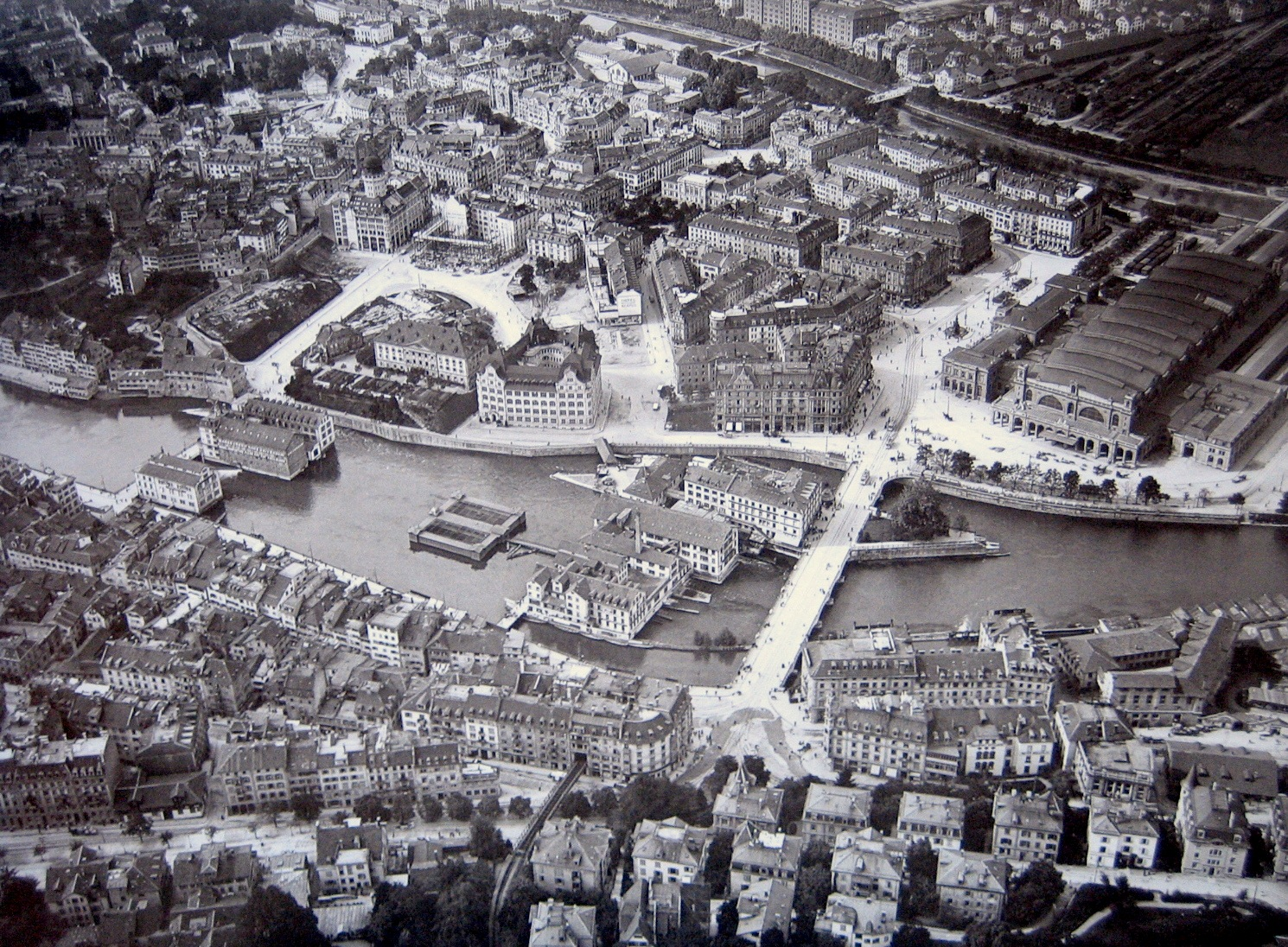
Oberer und Unterer Mühlesteg mit Papierwerd

Der Untere Mühlesteg wurde 1267 erstmals urkundlich erwähnt, 1320 als «Werdsteg» und 1379 als «Niederer Steg». Er verband das rechte Limmatufer («grosse Stadt» mit Niederdorf, heute Limmatquai), mit der Flussinsel (Werd) auf der sich die Papiermühle (Papierwerd) und weitere Fabriken befanden. 1689 wurde der Steg mit dem Bau des gedeckten Brüggli⊙ zum Flussübergang. 1871 wurden internierte Bourbaki-Soldaten auf dem unteren Mühlesteg untergebracht.
Auf der rechten Seite des unteren Mühlesteges standen anfänglich fünf Mühlen (Wasserrechte Nummer 64, 65, 66, und 67). Die Getreidemühlen wurden anfangs 19. Jahrhundert durch eine Baumwollspinnerei, eine mechanische Werkstätte und eine Schleife ersetzt. Die Schiffe konnten mittels eines Aufzugswerks zwischen der ersten und zweiten Mühle passieren.
Die erste Mühle (Haus Nr. 2) wurde 1253 erstmals erwähnt und wurde Erblehen des Spitals. Sie mahlte Getreide für das Grossmünster und wurde 1343 vom Hochwasser mitgerissen. Sie kam 1344 zur Kommende Hohenrain und wurde wieder aufgebaut. 1349 kam sie zum Kloster Selnau. 1856 wurde sie zur Florettspinnerei und 1949 abgetragen.⊙
Die zweite (Nr. 4) 1344 erwähnte Mühle wurde 1864 zur Florettspinnerei umgebaut und 1949 abgetragen.⊙
Die dritte (Nr. 6) war bis 1551 als Erblehen im Besitz des Klosters Oetenbach. Die Mühle wurde 1845 aufgegeben, abgebrochen und später mit der zweiten und vierten Mühle zu einer Florettspinnerei der Firma Escher Wyss & Cie zusammengelegt.⊙
Die vierte 1416 erwähnte Mühle war ein Pfand der Grafen von Toggenburg. Sie wurde im 16. Jahrhundert zur Schleife, 1838 als Mühle aufgegeben und später mit der zweiten und dritten Mühle zur Florettspinnerei zusammengelegt.
Die fünfte Mühle, eine Weissgerberwalke, kam 1809 zum Schleifer Hans Rudolf Waser und wurde 1827 abgetragen.⊙
Die sechste Mühle (Nr. 8) war eine Schleifmühle (auch untere Schleifmühle oder «Rufimühle»). Sie wurde 1397 erwähnt und war ein Erblehen des Grossmünsters. 1543 tauschte die Stadt die Spitalmühle gegen die «Rufimühle» (im 13. Jahrhundert vergabt), um sie in die untere Schleifmühle umzubauen. 1528 wurde sie zur städtischen Büchsenschmiede und Schleife und von 1841 bis 1865 Werkstatt von Escher Wyss, später zur Baumwollspinnerei und 1949 abgetragen.⊙

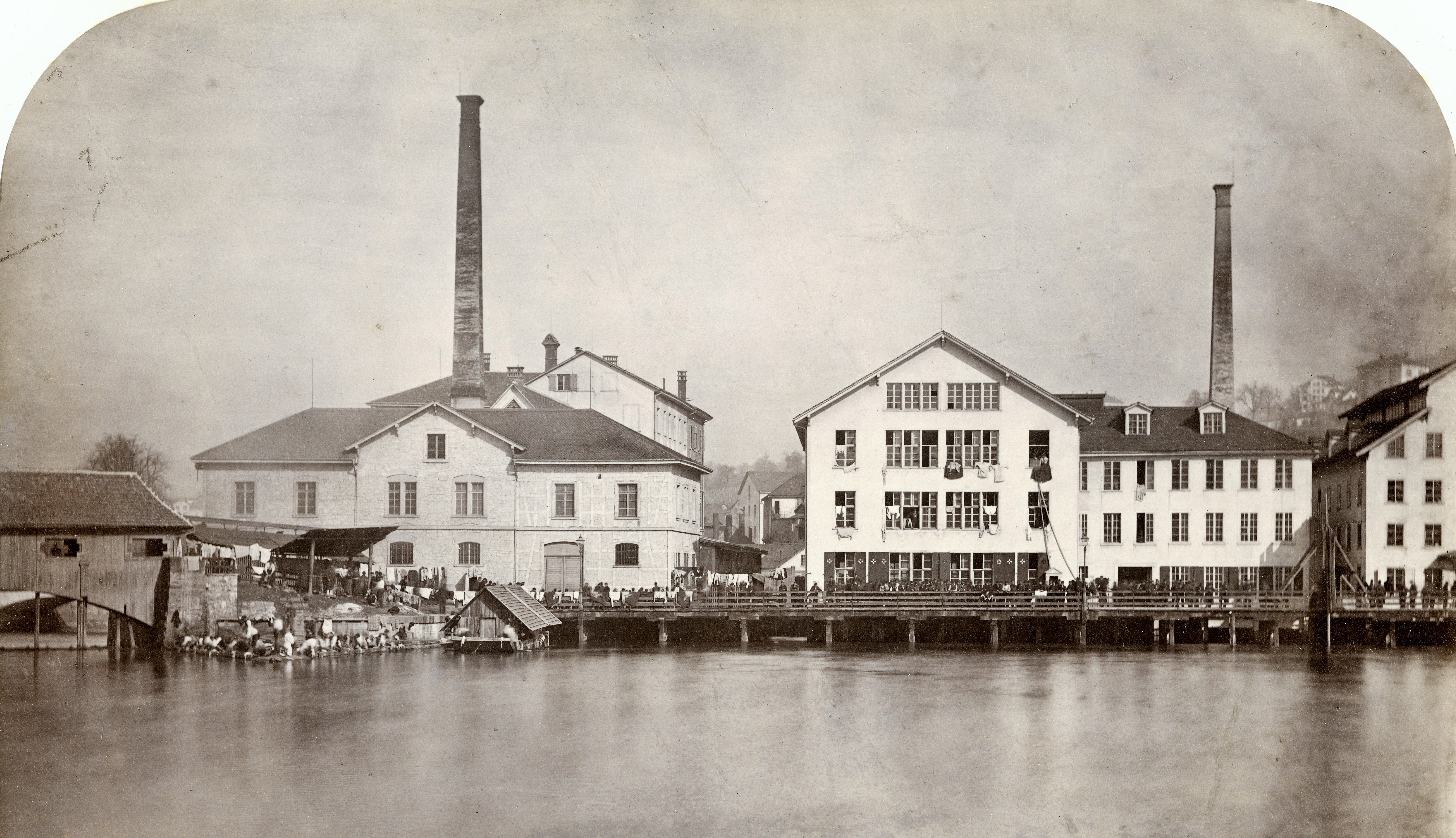
internierte Bourbaki-Soldaten 1871
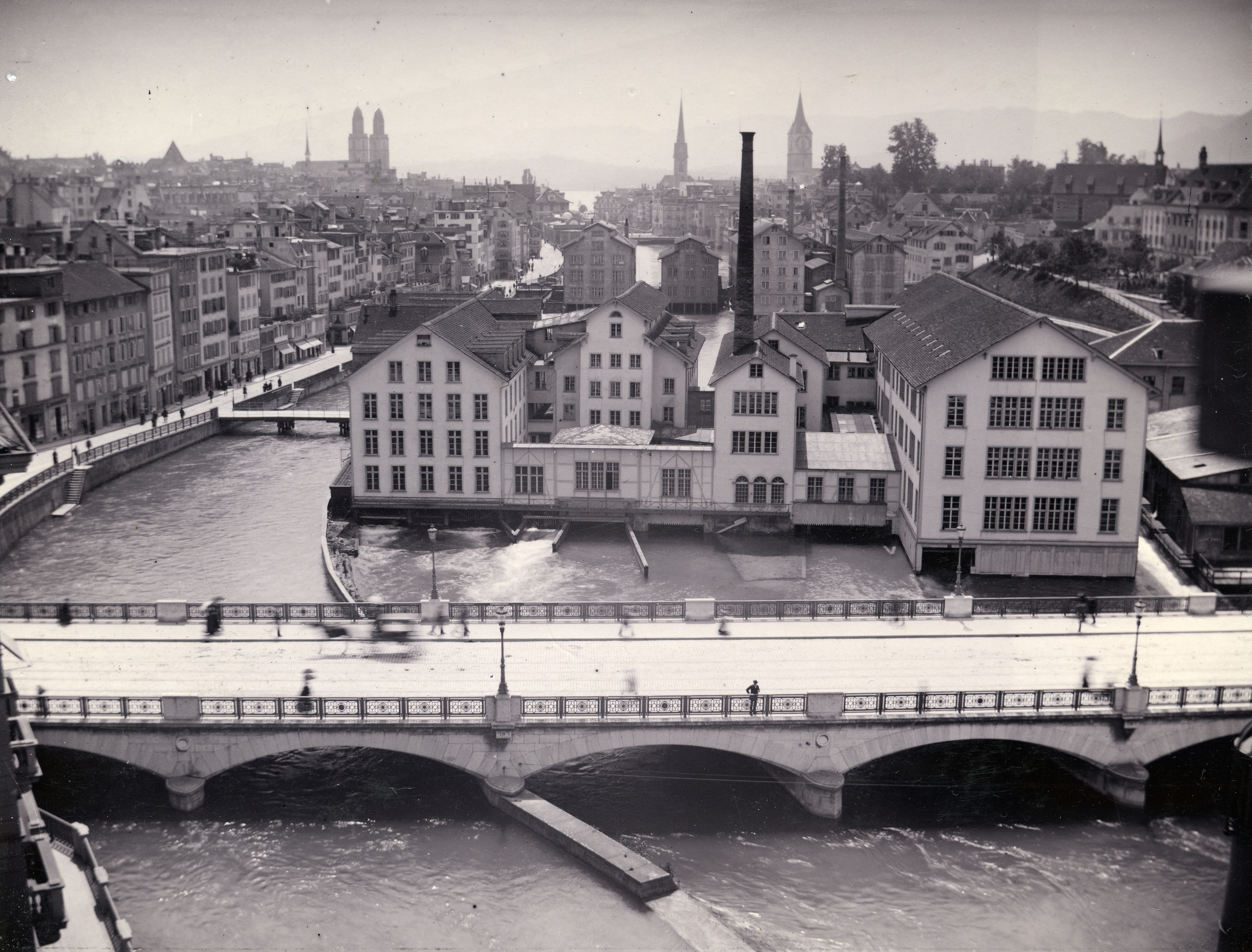
Unterer Mühlesteg 1890
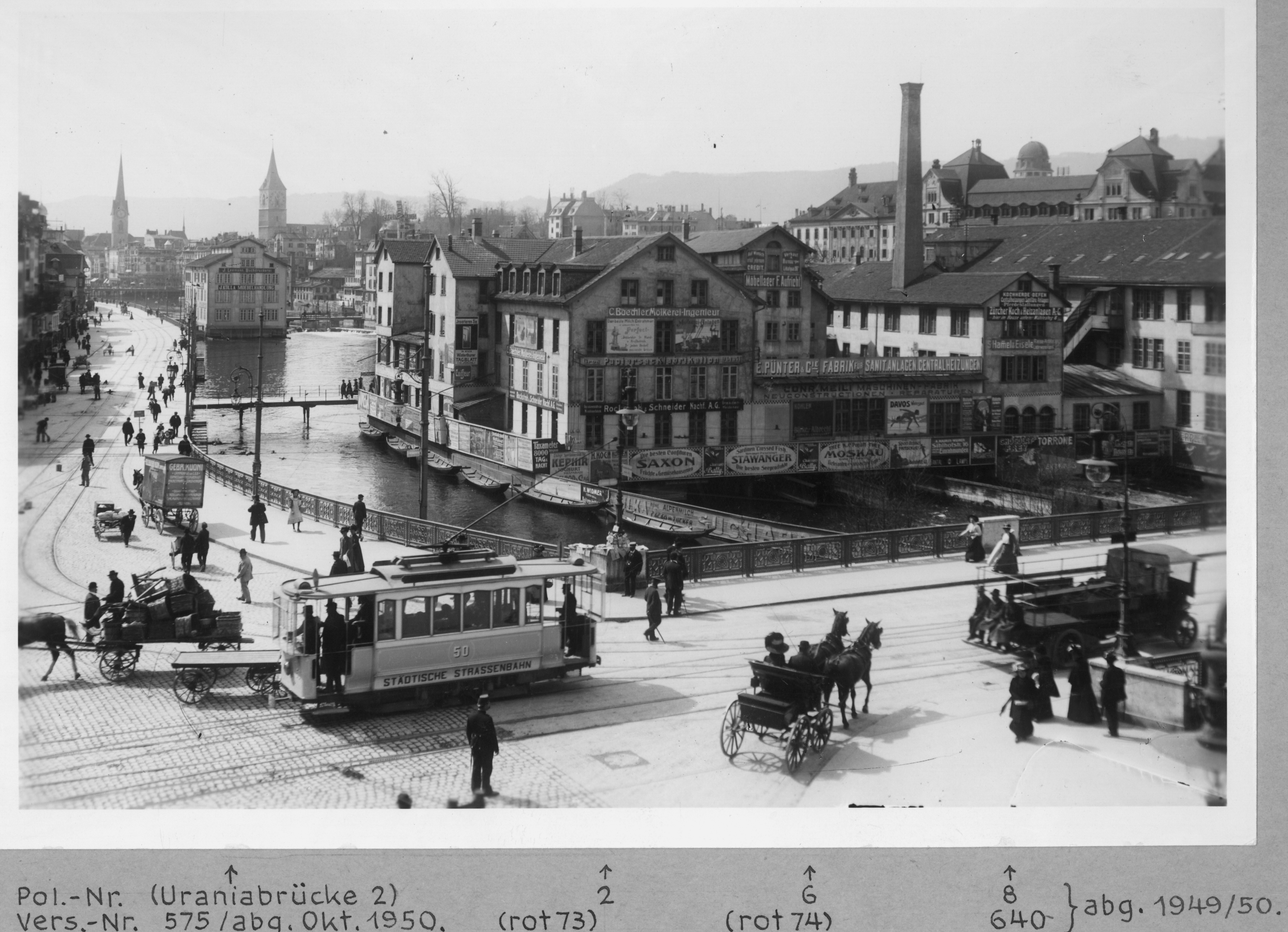
flussaufwärts 1910
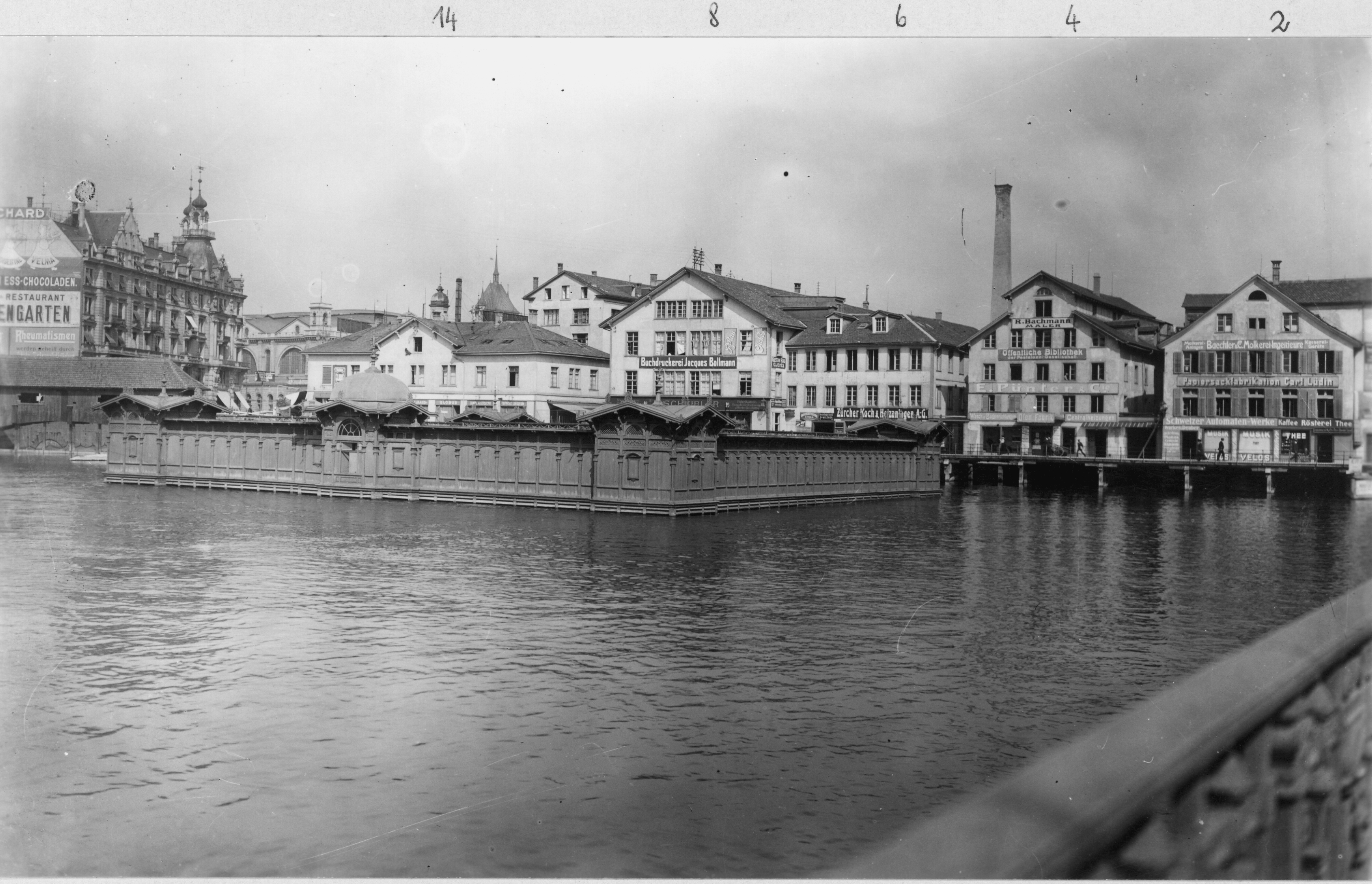
flussabwärts 1911
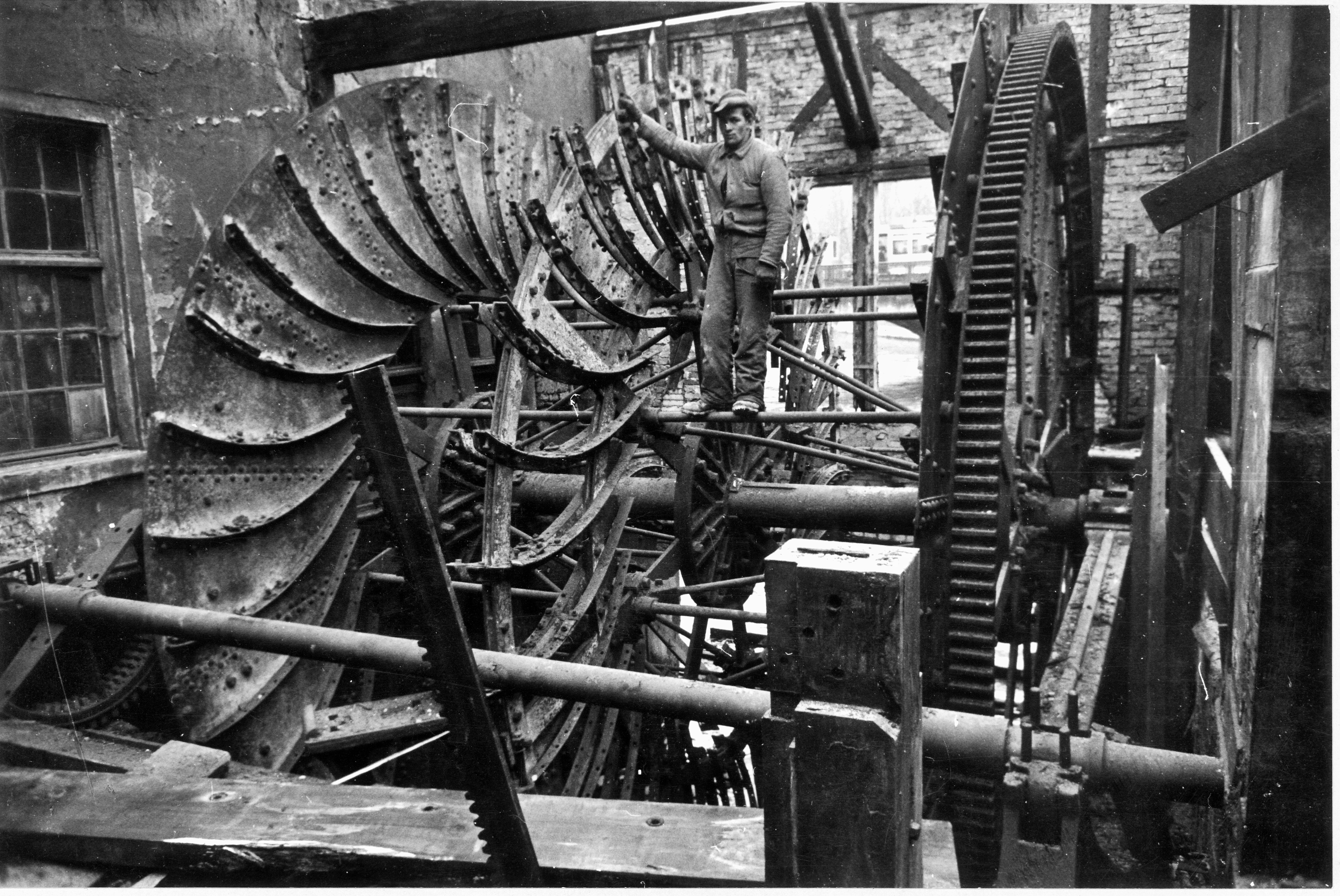
Abbruch 1949

## Spitalmühle

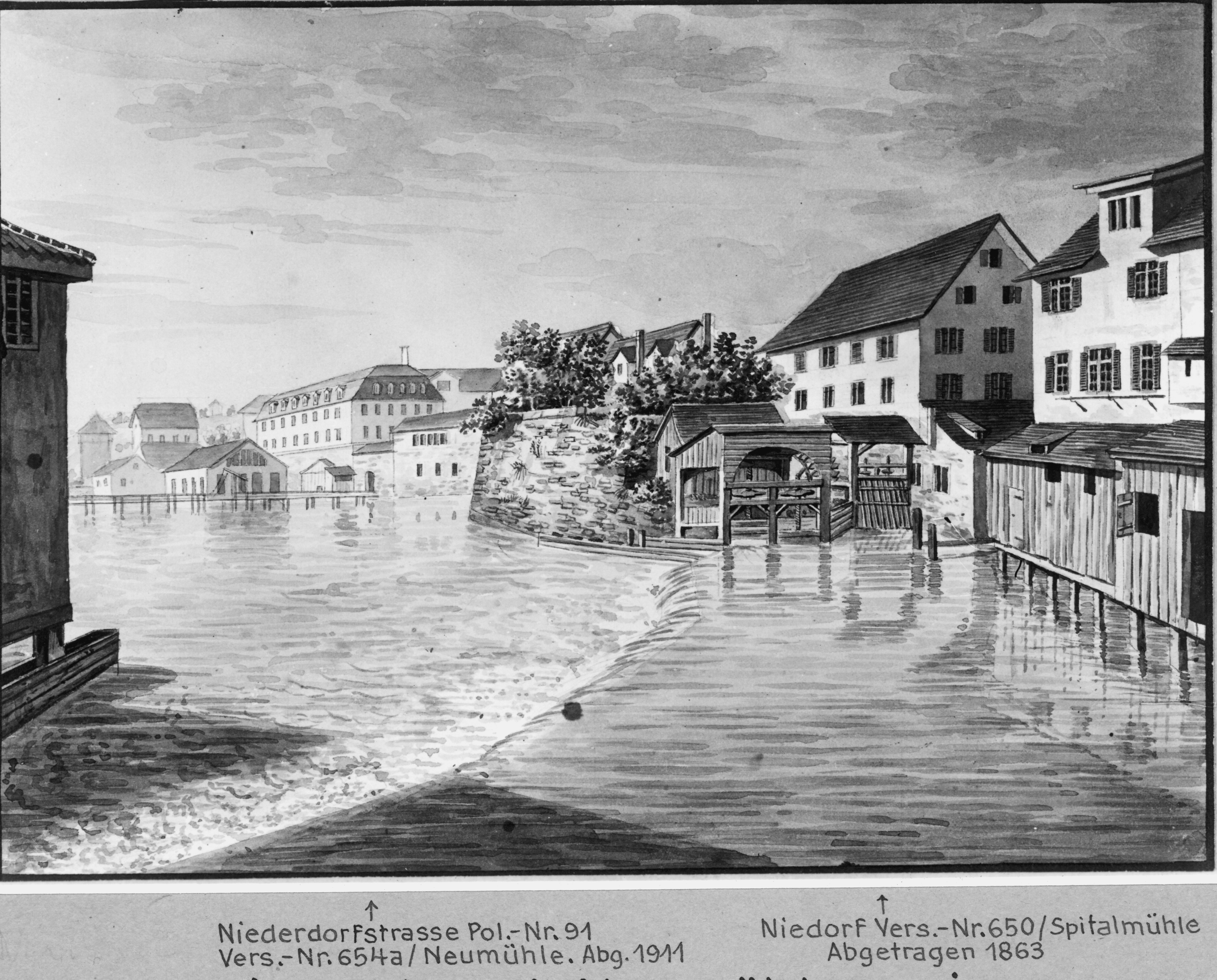
Spitalmühle 1834

Die Spitalmühle (auch Landmühle) lag am rechten Limmatufer auf der Höhe des unteren Mühlestegs. Sie wurde 1278 als Lehen der Herren von Habsburg erwähnt. 1420 gehörte sie der Stadt, welche 1534 einen Neubau erstellte. 1543 tauschte sie die Stadt mit dem Spital gegen die «Rufimühle» (im 13. Jahrhundert vergabt) auf dem unteren Mühlesteg, um sie in die untere Schleifmühle umzubauen. Die Spitalmühle wurde 1863 abgebrochen.

## Papierwerd

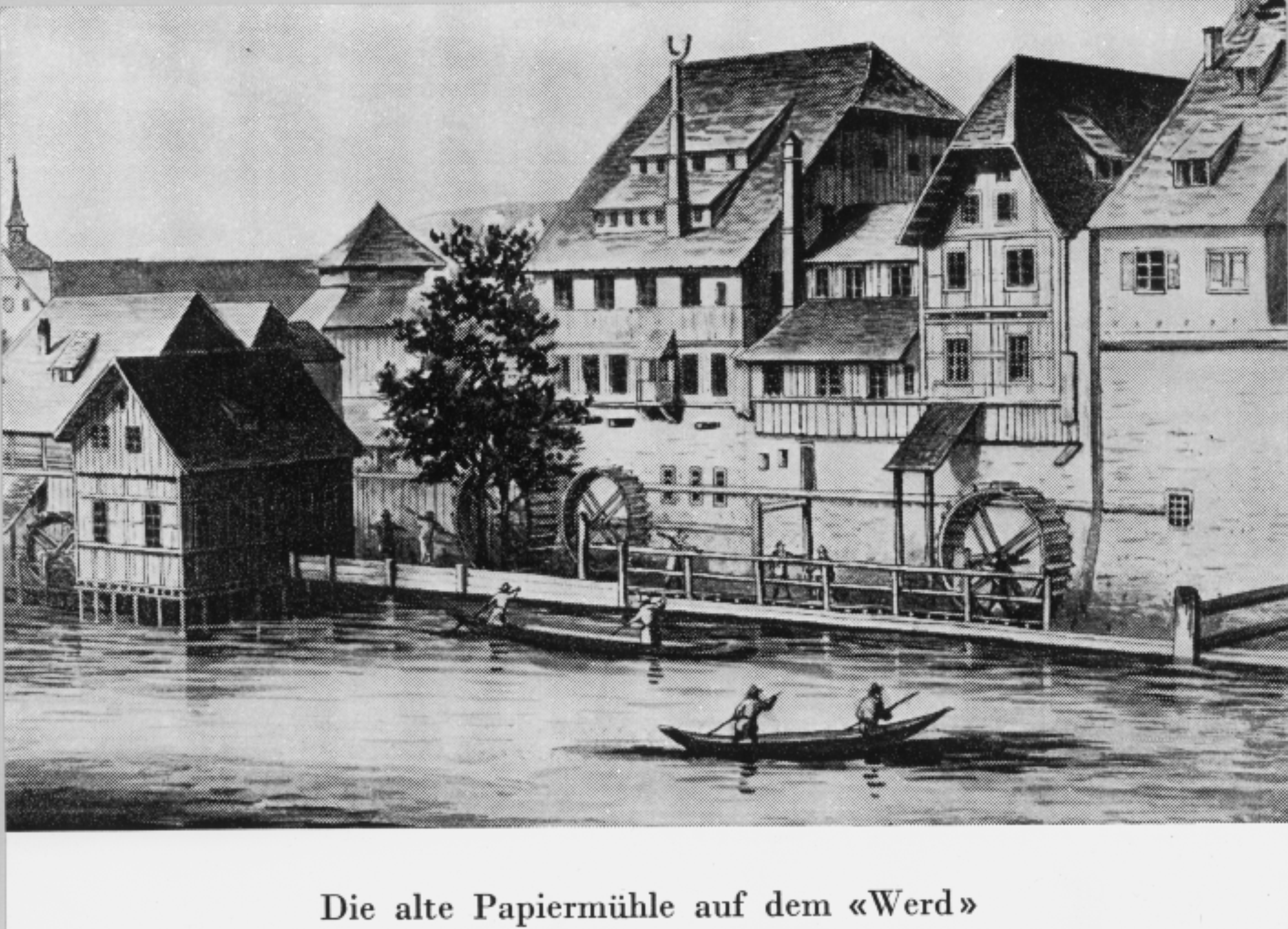
Papierwerd 1725

Auf der Flussinsel Papierwerd⊙
befand sich seit Mitte des 15. Jahrhunderts eine Papiermühle. Das grosse Wasserrad hatte 40 PS und trieb acht Holländer und Hilfsmaschinen. Die Papiermühle wurde 1842 von der Mechanischen Papierfabrik an der Sihl erworben. 1882 baute Josef Weber auf der Papierwerd den «Bazar ohne Grenzen», aus dem später das Warenhaus Globus wurde. 1900 wurde ein Panoptikum eröffnet.
Die Papierwerdinsel wurde durch das 1689 erstellte «gedeckte Brüggli» mit dem linken Limmatufer verbunden.
Die Pulvermühlen auf dem Papiermühleareal wurden 1456 von den Werdmüllers an die Stadt verkauft. Die Pulvermühle war unterhalb der vierten und fünften Mühle (Weissgerberwalke und Schleife) angehängt. Nach mehreren Explosionen wurde sie 1750 auf die Werdinsel in Höngg verlegt.

## Langer Steg, Neumühle und Paradiesmühle

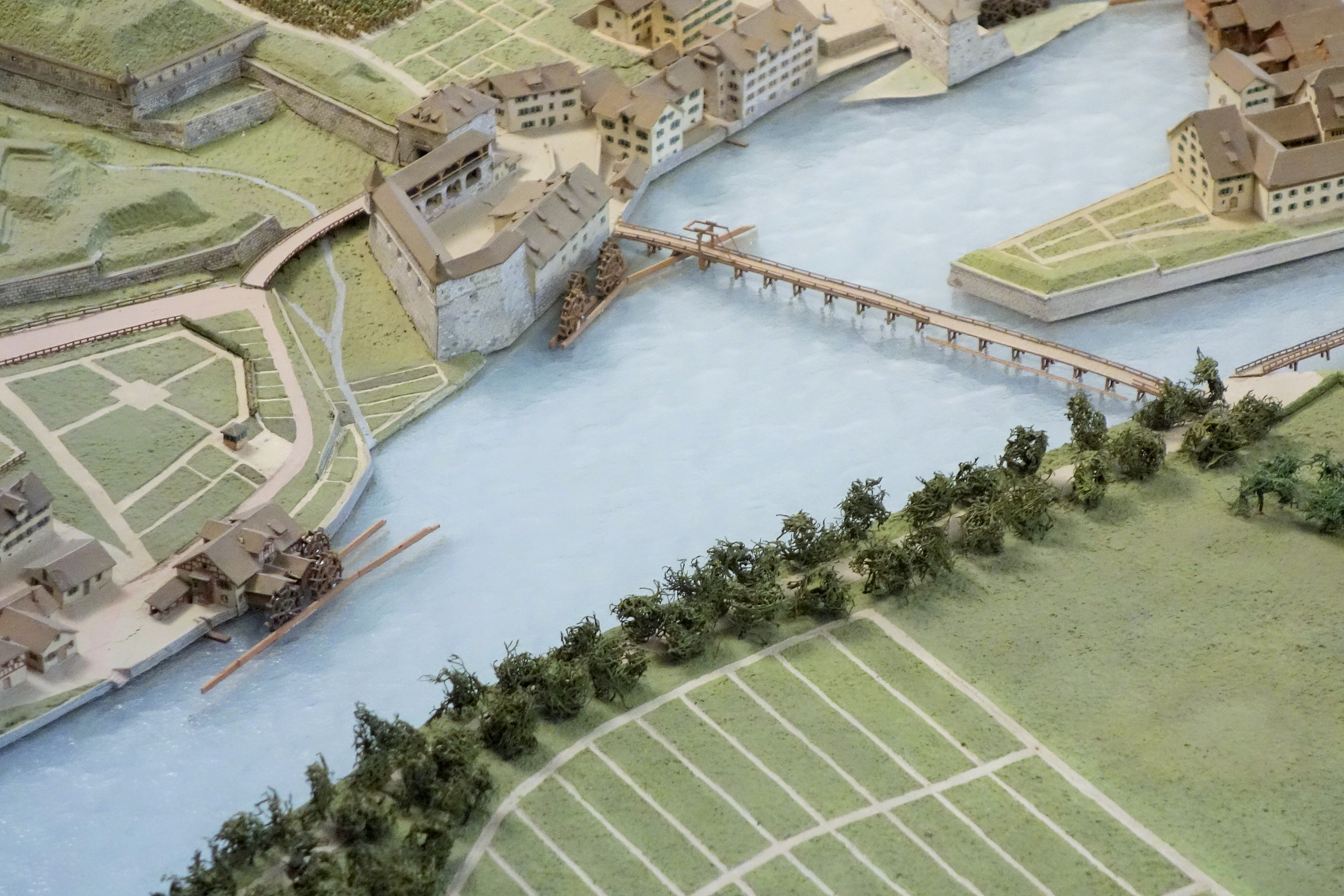
Langer Steg, Neumühle und Paradiesmühle (Walche) um 1800

Der «Lange Steg»⊙ wurde um 1689 nach dem Bau der dritten Stadtbefestigung als Fussgängerbrücke unterhalb dem Papierwerd errichtet und war anfänglich mit einer Fallbrücke versehen. Er traversierte die Limmat in schräger Richtung vom linken Ufer (unterhalb der Schanzengrabenmündung, Schützenplatz) und führte mitten in die «Neumühle» bei der Niederdorfpforte auf dem rechten Ufer. Nach dem Bau der Bahnhofbrücke von 1864 wurde der Lange Steg abgebrochen.
Beim heutigen Hotel Central stand die 1648 erstellte «Neumühle». Sie wurde mit dem Bau der dritten Stadtbefestigung in das damalige Paradiesbollwerk integriert.
Die Maschinenfabrik Escher Wyss & Cie in Stampfenbach-Unterstrass erwarb 1805 das Neumühleareal. Sie besass dort zwei Wasserräder mit insgesamt 60 PS  (Wasserrecht Nr. 68). Die mechanische Wasserkraft wurde vom Werk Neumühle (Stampfenbachstrasse 13) mittels Drahtseilen zum Werk Stampfenbach (Stampfenbachstrasse 17) übertragen. In der Montagewerkstatt für Dampfmaschinen diente eine Hilfsdampfmaschine der zusätzlichen Energieversorgung. Die Giesserei besass für den Ventilator ein eigenes Wasserrad. In den Jahren 1892 bis 1895 verlegte die Maschinenfabrik ihre Werke und Anlagen in die Nähe des heutigen Escher-Wyss-Platzes im Hardquartier.
Der Stampfenbach, ein Bachlauf mit Stampfmühle, wurde 946 erstmals erwähnt.
In unmittelbarer Nähe des heutigen Walcheplatzes befand sich seit dem 12. Jahrhundert die «Paradiesmühle». Sie wurde 1658 in eine Walkmühle («Walchi»), später in die Seidenfärberei Rahn umfunktioniert und um 1860 abgebrochen.